# Ça tourne à Saint-Pierre-et-Miquelon
Pour plus de détails, voir Fiche technique et Distribution.
Ça tourne à Saint-Pierre-et-Miquelon est une comédie dramatique franco-canadienne réalisée par Christian Monnier et sortie en 2022.

## Fiche technique
- Titre original : Ça tourne à Saint-Pierre-et-Miquelon
- Réalisation : Christian Monnier
- Scénario : Christian Monnier et Sheila O'Connor
- Musique : Mathieu Gauriat
- Décors : Emmanuel Reveillière
- Costumes : Delphine Poiraud
- Photographie : Jean-Marc Selva
- Montage : Christian Monnier
- Production : 
  - Production déléguée : Xavier Fréquant
  - Coproduction : Jason Ross Jallet
- Sociétés de production : Screen Addict et Cause and Effect Entertainment
- Société de distribution : Destiny Films
- Pays de production :  France et  Canada
- Langue originale : français
- Format : couleur — 2,35:1
- Genre : comédie dramatique
- Durée : 95 minutes
- Dates de sortie :
  - France : 25 mai 2022

## Distribution
- Céline Mauge : Céline Mauge
- Philippe Rebbot : Milan Zodowski
- Jules Sitruk : Keanu
- Claire Nadeau : Docteur Bellevue
- Patrick Bouchitey : le père de Céline
- Valérie Mairesse : Paulina, l'agent artistique de Céline
- Dominique Pinon : le détective privé
- Adèle Lebon : Adèle
- Caroline Raynaud : la femme au bébé
- Xavier Lafitte : le présentateur télé